# Mary Oyaya

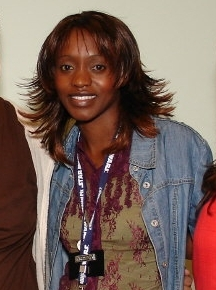
Mary Oyaya

Mary Oyaya là một nữ diễn viên người Kenya. Cô nổi tiếng nhất với vai trò của Mirialan Jedi Master Luminara Unduli trong Star Wars: Episode II - Attack of the Clones.

## Tuổi thơ
Mary Oyaya luôn theo đuổi mục tiêu của mình để trở thành một người mang tầm cỡ quốc tế từ nhỏ. Cô sinh ra ở thị trấn ven biển Mombasa ở Kenya, Châu Phi và đã sống ở nhiều khu vực đa dạng trên thế giới - Châu Phi, Canada, Thụy Điển và Úc. Oyaya đã nhận được bằng thạc sĩ về quan hệ quốc tế, cũng như đạt được bằng thạc sĩ thứ hai về phát triển xã hội quốc tế. Cô luôn mong muốn được làm việc cho Liên Hợp Quốc như cha mẹ cô đã từng làm, họ là các nhà ngoại giao LHQ trong nhiều năm. Oyaya cũng đã làm việc với những người tị nạn ở Úc trong một số tổ chức phi chính phủ. Trong khi Oyaya theo đuổi các nghiên cứu của mình về quan hệ quốc tế, cô cũng đã theo học khóa học người mẫu.

## Sự nghiệp ban đầu
Sự nghiệp người mẫu của Oyaya bắt đầu vào năm 1996 sau khi cô hoàn thành khóa học diễn xuất trên màn ảnh. Cô đã được giới thiệu trong các tạp chí thời trang như CAT và S, nơi cô đã quảng cáo kính mắt Salvatore Ferragamo và Gucci, Chanel, và đồ trang sức và giày dép Jan Logan với Sergio Rossi. Oyaya cũng đã xuất hiện trên màn hình với các quảng cáo cho Telstra Communications, Hewlett Packard Bell và nhiều quảng cáo thể thao khác nhau. Cô là một vai phụ trong một số phim, như Lost Souls với Wynona Ryder, Down và Under, và bộ phim truyền hình Syfy Network Farscape. Vai diễn nổi tiếng nhất của Oyaya cho đến nay là Jedi Mistress Luminara Unduli trong bộ phim Star Wars 2002 của Attack of the Clones. Oyaya hiện đang sống ở Úc, nơi cô vẫn tiếp tục làm người mẫu và tiếp tục sự nghiệp diễn xuất của mình.